# Tjörven De Brul
Tjörven De Brul (* 22. Juni 1973 in Aalst) ist ein ehemaliger belgischer Fußballspieler auf der Position eines Abwehrspielers. Nach seinem offiziellen Karriereende als Aktiver betätigte er sich als Fußballtrainer.

## Laufbahn

### Verein
Zwischen 1991 und 2007 spielte er in der Ersten Division für seinen Heimatverein KSC Lokeren, den FC Brügge, KAA Gent und den SV Zulte Waregem. 2007 schloss er sich für eine Saison dem Drittligisten KSK Ronse an. Von dort wechselte er 2008 zum unterklassigen SK Berlare, wo er 2011 seine aktive Laufbahn beendete.
Von Oktober 2011 bis Dezember 2012 trainierte De Brul den belgischen Viertligisten KRC Gent. Im April 2013 wurde er als Cheftrainer des KVC Jong Lede vorgestellt; dabei wurde er zum Nachfolger des bisherigen Trainers Omer Van Praet.

### Nationalmannschaft
Zwischen 1998 und 1999 bestritt er zehn Spiele für die belgische Nationalmannschaft, in denen er ohne Torerfolg blieb. Davor durchlief der Defensivakteur bereits sämtliche belgische Jugendauswahlen, in denen er zumeist ebenfalls torlos blieb.